# Bund des russischen Volkes

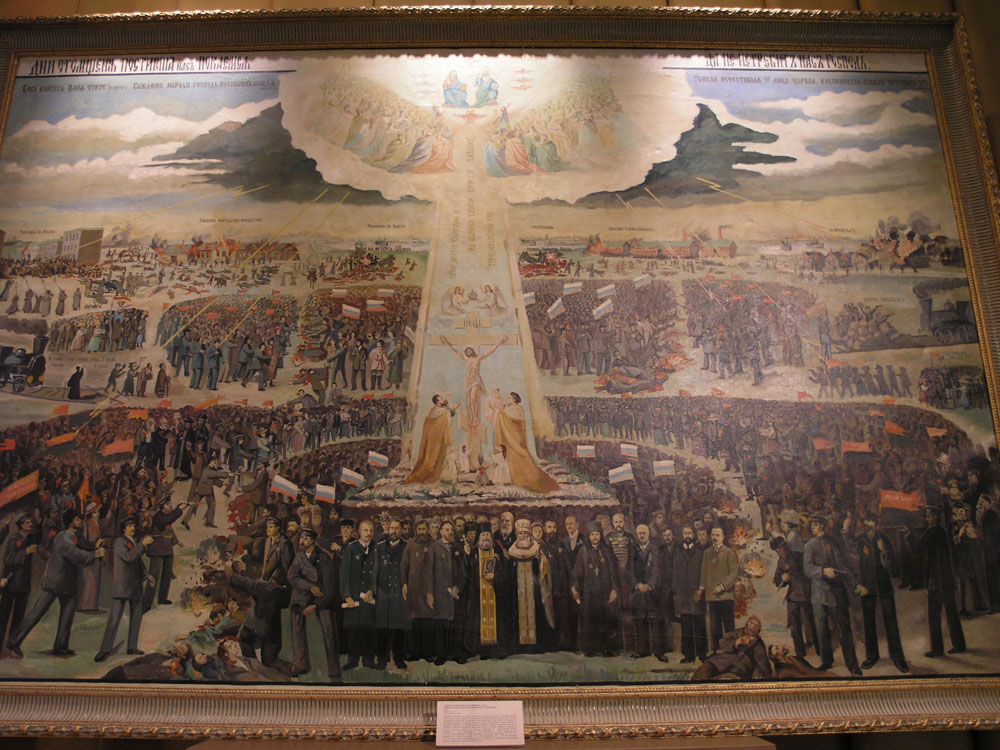
„Die Tage der Rache sind gekommen … lasset uns büßen, damit Gott uns nicht vernichtet.“ Dieses Bild vom Anfang des 20. Jahrhunderts (unbekannter Künstler, vermutlich Apollon Majkow [1866–1917]) zeigt mehrere Mitglieder des Bundes, darunter Johannes von Kronstadt, Wladimir Purischkewitsch, Iliodor. Museum für Religionsgeschichte (St. Petersburg)

Symbol des Bundes des Russischen Volkes

Der Bund des russischen Volkes (russisch Союз русского народа Sojus russkowo naroda, ins Deutsche auch als Verband des russischen Volkes oder seltener als Bündnis des russischen Volkes übersetzt) war eine orthodox-monarchistische nationalistische Organisation im Russischen Reich. Der Bund des russischen Volkes existierte von 1905 bis 1917 und stellte die bedeutendste Organisation innerhalb der „Schwarze-Hundert“-Bewegung dar.
Der Wahlspruch des Bundes lautete „Für Glauben, Zar und Vaterland!“ (russisch «За Веру, Царя и Отечество!» Sa Weru, Zarja i Otetschestwo!).
2005 wurde versucht, den Bund wiederherzustellen, doch schon ein Jahr später spaltete sich die Organisation in mehrere Gruppen auf.

## Geschichte

### Entstehung und Entwicklung von 1905 bis 1908

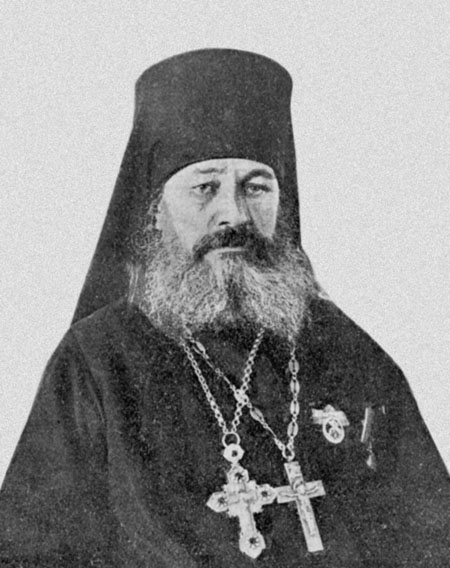
Hegumen Arsenij (Alexejew)

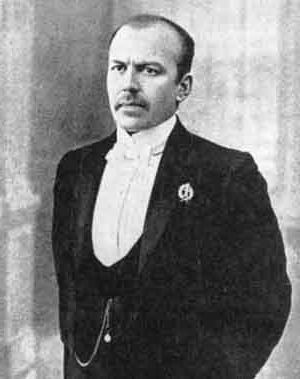
Pawel Bulazel

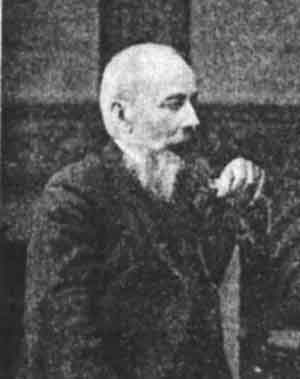
Georgi Butmi

Die Initiative zur Bildung des Bundes des russischen Volkes ging von mehreren Prominenten der monarchistischen Bewegung Anfang des 20. Jahrhunderts aus. Zu ihnen zählten der Arzt Alexander Dubrowin (Александр Иванович Дубровин), der Dichter Apollon Majkow (Аполлон Аполлонович Майков) und Igumen Arsenij (Alexejew). Später schrieb Dubrowin: „Die Ideen über ihn [den Bund] reiften bei mir seit dem 9. Januar 1905 (Petersburger Blutsonntag). Wie sich herausstellte, war Apollon Majkow fast gleichzeitig mit mir mit derselben Idee beschäftigt“. In der Beschreibung der Entstehung des Bundes erinnerte sich Igumen Arsenij, dass die Idee zur Gründung dieser Einrichtung ihm am 12. Oktober 1905 gekommen war. An diesem Tag berichtete er darüber den Menschen in seiner Wohnung. Nach orthodoxer Tradition nahmen sie zwei Zettel, auf die die beiden Handlungsoptionen (einerseits Gründung des Bundes, andererseits Verzicht auf die Gründung) geschrieben wurden, und legten sie vor die Ikone der Gottesmutter von Tichwin. Nach einem gemeinsamen Gebet zogen sie zufällig einen dieser beiden Zettel, und dieser ergab eben den Segen für die Bildung des Bundes.
Die ersten Versammlungen fanden in der Wohnung Dubrowins in St. Petersburg statt. Am 8. (21.) November 1905 wurde der Hauptrat des Bundes des russischen Volkes einberufen, mit Dubrowin als Vorsitzendem, Majkow als seinem Stellvertreter, Ingenieur Alexander Trischatni als Schatzmeister und Kaufmann Iwan Baranow und Rechtsanwalt Sergej Trischatni als Ratssekretäre. Mitglieder des Bundes wurden auch Pawel Bulazel, Georgi Butmi, Pawel Surin und andere.

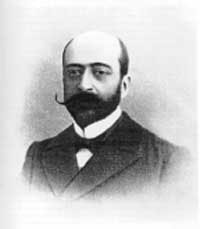
Pawel Kruschewan

Am 21. November (24. Dezember) 1905 hielt der Bund in Moskau das erste Massenmeeting. Nach den Memoiren Pawel Kruschewans befanden sich auf diesem Meeting etwa 20.000 Menschen, während die namhaften Monarchisten und zwei Bischöfe unter allgemeiner Begeisterung ihre Reden hielten.
Der Bund gründete die Zeitung „Russisches Banner“ („Русское знамя“), deren erste Nummer am 28. November 1905 erschien und bald zu einem der führenden antisemitischen Periodika jener Zeit wurde. Die Ermordungen von Michail Herzenstein und seines ebenfalls jüdischen Freundes Grigori Iollos wurden in dieser Zeitung bejubelt, und es wurde festgestellt, dass dies durch „wahre Russen“ mit Kenntnis der Behörden geschehen sei.

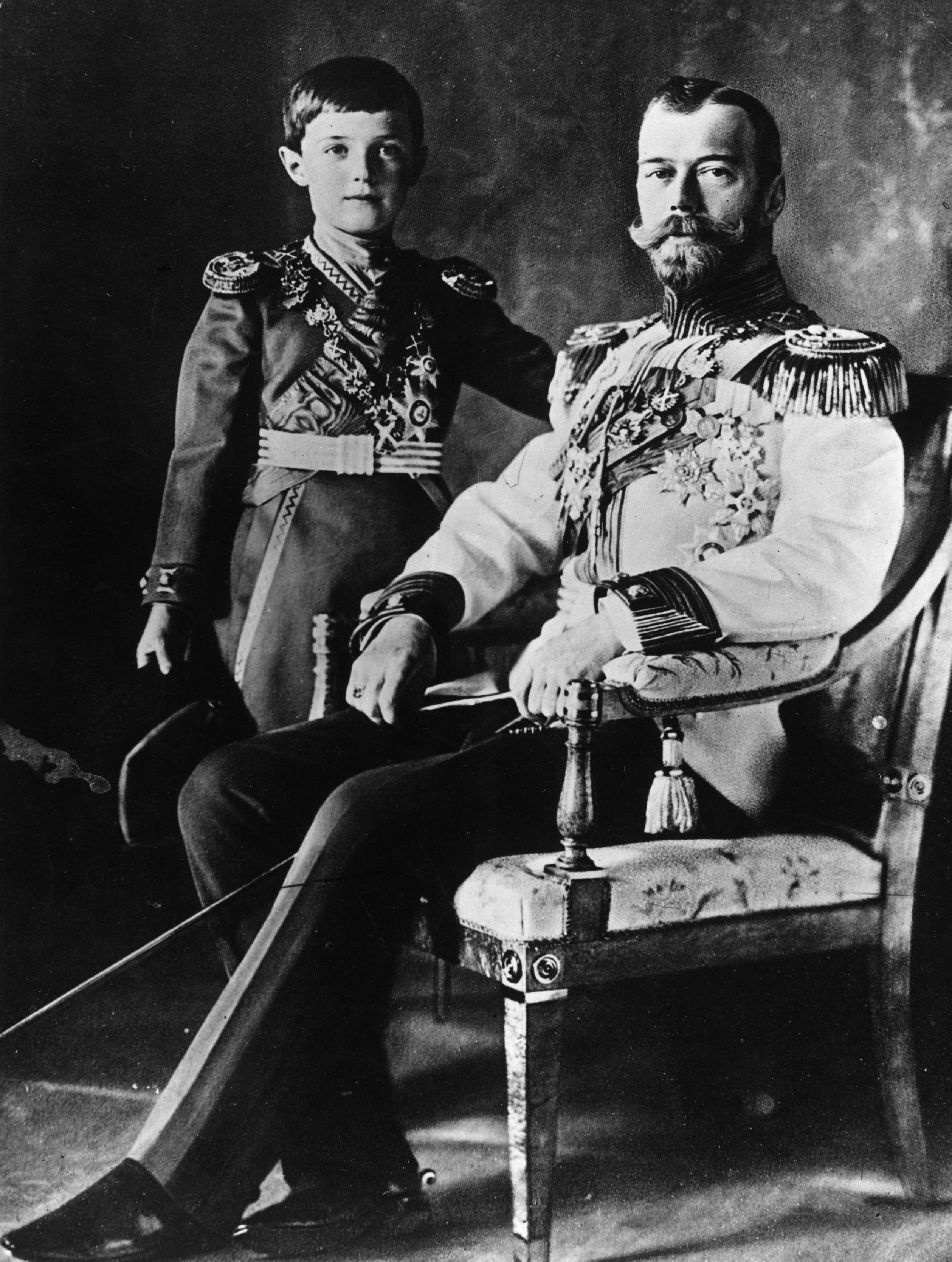
Zar Nikolaus II. und Zarensohn Alexij

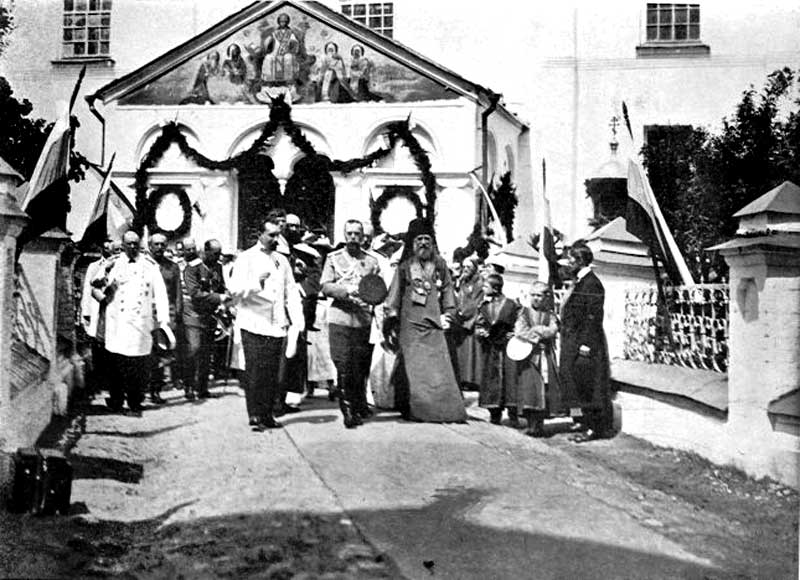
Die Rostower Abteilung des Bundes stellt sich dem Kaiser Nikolaus II. vor (1913)

Am 23. Dezember 1905 empfing Nikolaus II. eine Deputation aus 24 Bundesmitgliedern, geleitet von Dubrowin. Igumen Arsenij schenkte dem Kaiser eine Ikone von Erzengel Michael, an dessen Festtag der Rat des Bundes gegründet worden war, und hielt eine Begrüßungsrede. Dubrowin berichtete über das Wachstum der Mitgliederzahlen des Bundes, versicherte dem Herrscher deren Treue und überreichte Nikolaj Alexandrowitsch und Zarensohn Alexej die Zeichen des Bundes, die nach einem Entwurf von Majkow angefertigt worden waren. Der Kaiser dankte Dubrowin und nahm die Zeichen an. Aufgrund dessen sahen die Monarchisten Nikolaus II. und Zarensohn Alexej für Mitglieder des Bundes an. Es gibt Zeugnisse, dass der Zar und sein Sohn diese Zeichen manchmal auf ihren Kleidern trugen.

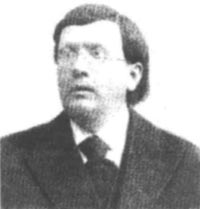
Iwan Kazaurow

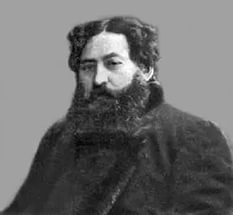
Nikolaj Osnobischin

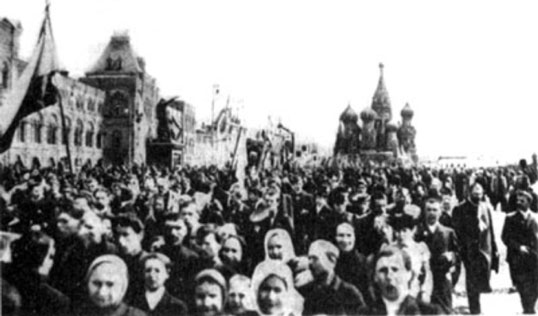
Eine Prozession des Bundes in Moskau

Der Bund wuchs in rasender Geschwindigkeit, und in vielen Gebieten des Reiches bildeten sich Regionalabteilungen. Am 26. November 1905 wurde eine Abteilung in Jaroslawl gegründet, wo Augenarzt Iwan Kazaurow Vorsitzender wurde. Am 22. Januar 1906 wurde, unter Teilnahme von Grundbesitzer Nikolaj Osnobischin und Schriftsteller Wladimir Balaschow, die Moskauer Abteilung des Bundes gegründet. Am selben Tag wurde auch die Abteilung in Nowgorod geöffnet, und am 4. Februar die in Odessa. Die Gesamtzahl der Abteilungen, die von 1906 bis zum 1907 gegründet wurden, betrug etwa 3000. Ende 1907 betrug sie mindestens 2 Mio. Menschen.
Am 7. August 1906 wurde die Satzung des Bundes verabschiedet, die die Hauptideen der Einrichtung, das Aktionsprogramm und das Entwicklungskonzept enthielt. Diese Satzung galt als bestes Dokument aller monarchistischen Einrichtungen jener Zeit. Am 27. August 1906 fand im Hauptsaal der Russischen Versammlung (Русское собрание, die älteste monarchistische Einrichtung in Russland) ein Kongress der Leiter der Regionalabteilungen des Bundes statt, der auf die Koordinierung der Aktivitäten zur Einrichtung und Verbesserung der Verbindung der Abteilungen mit dem Zentrum gerichtet war. An diesem Kongress nahmen 42 Abteilungsleiter teil. Am 3. Oktober 1906 wurde ein Ausschuss unter der Leitung von Alexander Trischatni, dem stellvertretenden Vorsitzenden, gebildet, der eine neue Struktur der Einrichtung festsetzte. Als Grundlage wurden die Methoden genommen, die im Altertum vom russischen Volksheer praktiziert worden waren, also die Einteilung in mehrere Bezirksabteilungen und die Unterteilung der Bundesmitglieder in Zehn-, Hundert- und Tausendschaften, die jeweils den Zehn-, Hundert- und Tausendschaftsführern untergeordnet waren. Zunächst wurden diese Neuerungen in der Hauptstadt eingeführt, später wurden sie auch in den Regionen verwirklicht.
Die Bundesdelegierten nahmen am ersten und zweiten All-Russischen Kongress der russischen Menschen teil, die im Februar und April 1906 stattfanden. Die Kongresse waren berufen, die Aktivitäten der Monarchisten zu koordinieren und die Strategie des Widerstandes gegen die Revolutionsgefahr zu erarbeiten. Geleitet wurden sie von dem der Publizisten und Politiker Wladimir Andrejewitsch Gringmuth. Gegen Ende 1906 nahm der Bund nach Mitgliederzahl, Popularität und Organisationsgrad die erste Stelle unter den rechten Organisationen ein.
Auf dem dritten All-Russischen Kongress der russischen Menschen, der in Kiew vom 1. bis zum 7. Oktober stattfand, war der Bund des russischen Volkes bereits die größte monarchistische Einrichtung Russlands. Von 166 Kongressabgeordneten waren 67 Bundesmitglieder. Laut W. J. Darenski lebte der größte Teil der Bundesmitglieder auf dem Territorium Kleinrusslands (= der Ukraine).

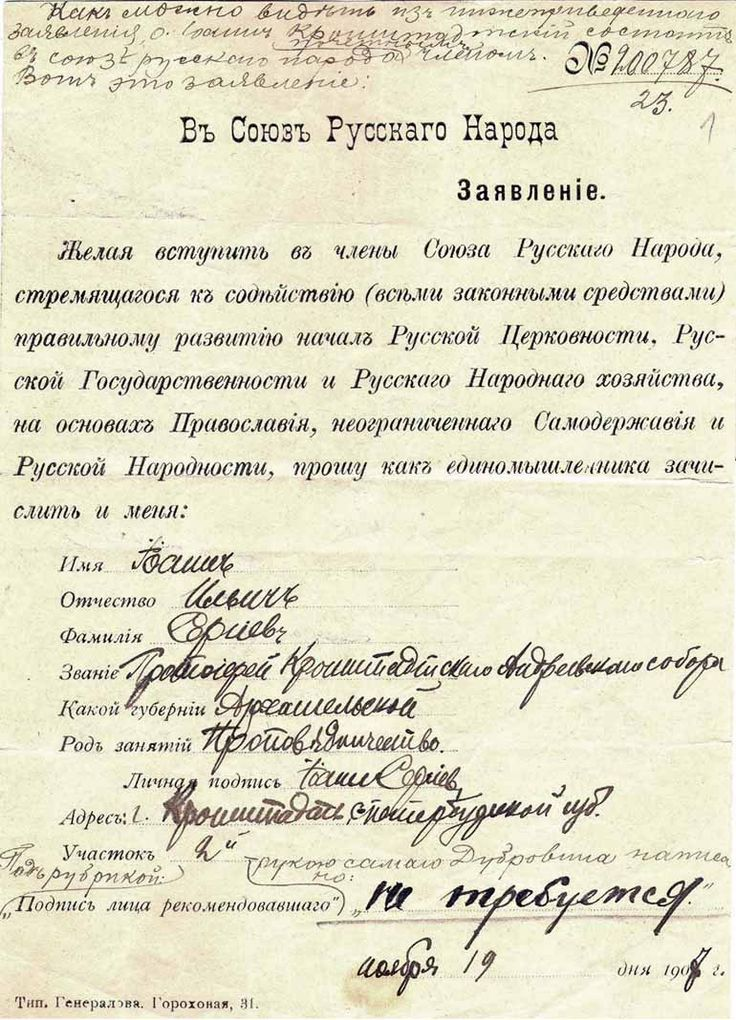
Johannes von Kronstadt und sein Antrag auf die Mitgliedschaft im Bund

Zur feierlichen Weihung des Gonfanons und der Fahne des Bundes des russischen Volkes, die am 26. November 1906 (am Feiertag des Heiligen Georg) stattfand, kam auch Johannes von Kronstadt, der außerordentlich populär war. Der „All-Russische Vater“ hielt eine Begrüßungsrede an die etwa 30.000 anwesenden Monarchisten. Er erinnerte an die große Bedeutung der Orthodoxie im Leben Russlands. In späteren Jahren trat er selbst in den Bund ein und wurde am 15. Oktober 1907 zum Ehrenmitglied auf Lebenszeit gewählt. Dann erschien Bischof Sergij (Stragorodski), der zukünftige Patriarch von Moskau und ganz Russland. Es wurde ein Gottesdienst zelebriert, an dessen Ende ein Loblied auf die kaiserliche Familie, die Gründer und Leiter des Bundes sowie das Totengedenken gesungen wurden.
Während der Revolution im Jahre 1905 und in den beiden Jahren danach kamen viele prominente wie auch „gemeine“ Mitglieder des Bundes ums Leben. Zu den Attentatsopfern gehörten: der Leiter der Odessa-Abteilung Graf Alexej Konownizin; der Leiter der Potschajew-Abteilung und Potschejew-Klostervorsteher Archimandrit Vitaly (Maximenko); der Ehrenvorsitzende der patriotischen Gesellschaft zu Tiflis, Priester Sergij (Gorodzew); der Leiter der Simferopol-Abteilung Semyon Grankin; der Gründer der Gesellschaft „Der zweiköpfige Adler“ („Двуглавый Орёл“) Grigori Wischnewski; einer der Organisatoren der Kiewer Abteilung, Kaufmann Fjodor Postni, und viele andere. Nach den Daten von Pawel Bulazel, veröffentlicht in seinem Buch „Kampf für die Wahrheit“, wurden von Februar 1905 bis November 1906 32.706 Menschen ermordet oder schwer verletzt – nicht eingerechnet Vertreter der Ordnungsbehörden, Offiziere, Beamte, Adlige und Amtsträger. Viele der Ermordeten waren Leiter örtlicher Abteilungen des Bundes oder Aktivisten. Häufig wurden Terroranschläge auf Zusammenkünften, Kreuzprozessionen und Demonstrationen des Bundes verübt. Dagegen wurden im Bund teils bewaffnete Selbstverteidigungsmannschaften organisiert. Besonders bekannt war die Odessa-Mannschaft, die inoffiziell den Namen „Weiße Garde“ trug. Organisiert nach dem Prinzip der Kosakenheere war sie in sechs „Hundertschaften“ eingeteilt (obwohl die Gesamtzahl der Mannschaft nur ca. 300 Menschen betrug) und von Atamanen geleitet. Es existierten auch Fabrikabteilungen in St. Petersburg und Moskau sowie einigen anderen Städten.
Zur Zeit des vierten All-Russischen Kongresses der russischen Menschen, der vom 26. April bis zum 1. Mai 1907 in Moskau stattfand, war der Bund die bedeutendste aller monarchistischen Einrichtungen. Seine Mitglieder stellten die Mehrheit der Kongressdelegierten. Auf dem Kongress wurde die Vereinigung der Monarchisten mit dem Bund gebilligt. Es wurde auch die Verfügung erlassen, die laut Beschluss des dritten Kongresses gebildeten Bezirksverwaltungen des Vereinigten Russischen Volkes in Gouvernementsverwaltungen des Bundes des russischen Volkes zu überführen.

### Die Spaltung (1907)

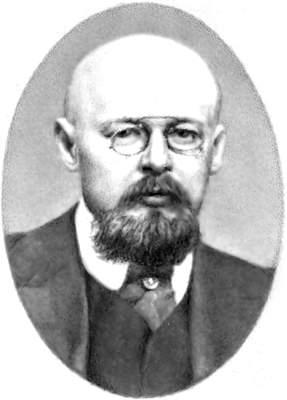
Wladimir Purischkewitsch

1907 kam es unter der Leitern der Organisation zu Unstimmigkeiten. Wladimir Purischkewitsch, der stellvertretende Vorsitzende, legte bei der Verwaltung des Bundes immer mehr Eigenmächtigkeit an den Tag, wobei er Dubrowin immer weiter in den Hintergrund drängte. Bald leitete er die organisatorischen und verlegerischen Aktivitäten praktisch allein und kontrollierte fast die ganze Arbeit mit den örtlichen Abteilungen, deren Leiter oftmals zu seinen Unterstützern zählten. In seinem Machtstreben wurde Purischkewitsch auch von einigen Bundesgründern unterstützt.
Auf dem ordentlichen Kongress des Bundes, der vom 15. bis zum 19. Juli 1907 auf Initiative der Anhänger des Bundesvorsitzenden Dubrowins stattfand, wurde eine Verfügung erlassen, die vorschrieb, Dokumente, die vom Vorsitzenden nicht gebilligt wurden, für ungültig zu erklären. Sie war auf die Unterbindung der Eigenmächtigkeit Purischkewitschs gerichtet, der es nicht für nötig hielt, seine Tätigkeit mit dem Vorsitzenden abzustimmen. Schließlich trat Purischkewitschs im Herbst 1907 aus dem Bund aus, doch der Konflikt fand auf dem Kongress des Bundes, der am 11. Februar 1908 in St. Petersburg stattfand und viele namhafte Monarchisten versammelte, seine Fortsetzung. Einige unzufriedene Mitglieder (darunter W. Woronkow, W. Andrejew und andere) beschwerten sich bei Alexej Konownizin, Mitglied des Hauptrates des Bundes, über das „diktatorische Verhalten“ Dubrowins, den Mangel an Finanzberichterstattung in der Organisation und andere Satzungsverstöße. Dubrowin, gekränkt, dass man ihn, den Gründer des Bundes, von der Leitung entheben wollte, forderte die Ausschließung der Oppositionellen.

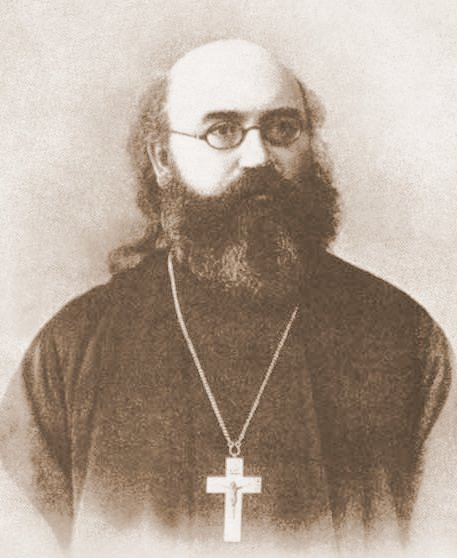
Johannes Wostorgow

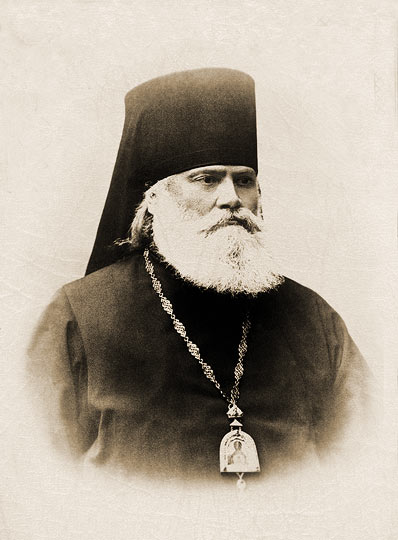
Makarios Gnewuschew

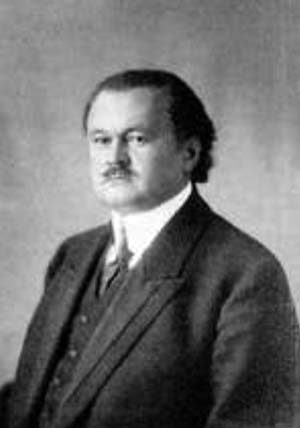
Nikolaj Jewgenjewitsch Markow

Bald kam es auch in den regionalen Abteilungen zu Spaltungen. Im März 1908 wurden in Odessa der Monarchist B. Pelikan und seine Anhänger von den Konownizin-Anhängern ausgeschlossen. Ende Juni 1908 wurden in der Moskauer Abteilung der Erzpriester und spätere Neo-Märtyrer Johannes (Ioann) (Wostorgow) sowie Archimandrit Makarios (Makarij) (Gnewuschew) von der Leitung enthoben. Zum Vorsitzenden wurde der Gründer der Moskauer Abteilung Nikolaj Osnobischin bestimmt. Die Anhänger von Vater Johannes, die mit dieser Entscheidung nicht einverstanden waren, organisierten am 2. November desselben Jahres ihren eigenen, unabhängigen Moskauer Bund des russischen Volkes. Der Hauptrat des Bundes nahm diese neue Einrichtung daraufhin in seine Liste feindlicher und äußerst schädlicher Organisationen auf.
Am 8. November 1908 gründete Purischkewitsch zusammen mit ausgeschlossenen bzw. ausgetretenen Bundesmitgliedern eine neue Organisation – den „Russischen Volksbund Erzengel Michael“ (russ.: „Русский народный союз имени Михаила Архангела“). Nachdem sich die Moskauer Abteilung, geleitet von Priester Johannes (Wostorgow), vom Bund getrennt hatte, beeilte sich Purischkewitsch, gute Beziehungen zu dieser aufzunehmen, indem er sie in ihrer Opposition gegen Dubrowin unterstützte.
Mit der Zeit verschärfte sich die Lage in der Organisation weiter, was zur endgültigen Spaltung des Bundes führte. Zum Stein des Anstoßes wurde die Einstellung gegenüber der Staatsduma und dem Oktobermanifest, welches das Zweikammerparlament erlaubte, ohne deren Einwilligung kein Gesetz in Kraft treten sollte. Das Manifest gewährte u. a. auch Redefreiheit, Versammlungsfreiheit und Vereinigungsfreiheit. In Bezug auf diese Erscheinungen teilten sich die Meinungen. Dubrowin, der Leiter des Bundes, war ein eifriger Gegner dieser Innovationen, da er jede Einschränkung der Autokratie für dem Wohle Russlands abträglich hielt. Dagegen hielt Nikolaj Jewgenjewitsch Markow, ein anderer namhafter monarchistischer Aktivist, die Duma für eine positive Erscheinung, da das Manifest dem Willen des Herrschers entspreche und es also die Pflicht jedes Monarchisten sei, sich ihm zu unterwerfen.
Bald wurde Dubrowin nahegelegt, seine Macht abzugeben und nur noch als Ehrenvorsitzender zu fungieren, die Leitung aber an seinen neuen Stellvertreter Graf Emmanuil Konownitzin zu übertragen. Allmählich wurden die Anhänger Dubrowins aus den leitenden Positionen gedrängt, und das „Russische Banner“ wurde durch Neugründungen der Zeitung „Landstand“ („Земщина“) und der Zeitschrift „Bote des Bundes des russischen Volkes“ („Вестник Союза русского народа“) ersetzt. Die beiden verfeindeten Seiten tauschten Deklarationen, Briefe und Verleumdungen aus, publizierten widersprüchliche Rundbriefe und Beschlüsse, beriefen Kongresse und Foren ein. Dies dauerte von 1909 bis 1912 und führte letztendlich zur völligen Zersplitterung des Bundes. Im August 1912 wurde die Satzung des All-Russischen Dubrowin-Bundes des russischen Volkes registriert (russ.: „Всероссийский дубровинский союз русского народа“), und im November 1912 ging die Macht im Hauptrat des Bundes an Markow über. Vom Zentrum spalteten sich auch mehrere Regionalabteilungen ab, die ihre Eigenständigkeit ankündigten. Diese Zersplitterung der größten monarchistischen Organisation des Reiches schadete dem Ruf der „Schwarzen Hundert“. Das öffentliche Vertrauen ihnen gegenüber sank, und viele Mitglieder des Bundes sahen von einer Teilnahme an monarchistischen Aktivitäten ab. Viele rechtsextreme Aktivisten jener Zeit glaubten, dass Teile der Regierung eine große Rolle beim Zusammenbruch des Bundes gespielt habe, etwa Premierminister Pjotr Stolypin.
Es wurde mehrmals versucht, eine einheitliche monarchistische Organisation wiederherzustellen, allerdings ohne Erfolg. Praktisch sofort nach der Februarrevolution 1917 wurden alle monarchistischen Organisationen verboten und gegen die Leiter des Bundes Prozesse eingeleitet. Die monarchistische Tätigkeit im Lande wurde beinahe vollständig lahmgelegt. Die darauf folgende Oktoberrevolution und der Bürgerkrieg (1918–1922) führten zum Tode der meisten Leiter des Bundes der russischen Volkes. Viele ehemaligen „Verbündete“ kämpften damals in der Weißen Armee.

## Ideologie und Tätigkeit des Bundes
Die Ziele, die Ideologie und das Programm des Bundes waren in der Satzung enthalten, die am 7. August 1906 verabschiedet wurde. Sie legte als Hauptzweck die Entwicklung des russischen nationalen Selbstbewusstseins und die Vereinigung aller russischen Menschen für die gemeinsame Arbeit zum Wohl des einen und unteilbaren Russlands. Auch wenn diese Richtlinie von einzelnen Bundesmitgliedern als zu nationalistisch angesehen wurde, verbreitete sich der Begriff „russische Menschen“ traditionell auf alle Einwohner des multinationalen Russlands, die sich mit dem russischen Volk vereinigt hatten und Russland als ihre Heimat ansahen. Als wichtiges Kriterium dieser Integration galt die Zugehörigkeit zur Orthodoxie. In diesem Zusammenhang ist bemerkenswert, dass mehrere Aktivisten des Bundes von ihrer Nationalität her keine Russen, sondern Ukrainer, Weißrussen, Moldauer, Polen und anderer Nationalitäten waren.
Das Wohl Russlands wurde nach Meinung der Autoren des Bundessatzung durch die traditionelle Formel „Orthodoxie, Autokratie, Volkstum“ ausgedrückt, die während der Regierung von Nikolaus I. als Staatsdoktrin verkündigt wurde. Die Satzung legte besonderen Wert auf die Orthodoxie als grundlegende Religion Russlands.
Der Bund setzte sich zum Ziel, den Zaren dem Volk näher zu bringen – durch die Befreiung der bürokratischen Übermacht in der Regierung und die Rückkehr zum traditionellen Begriff der Duma im Sinne einer Standesversammlung (Semski Sobor). Für die Regierung empfahl die Satzung die Einhaltung der Freiheit des Wortes, der Presse, der Versammlungen, der Vereine und der unantastbaren Persönlichkeit in den gesetzlich festgelegten Grenzen.
In der Satzung wurde die vorrangige Rolle des russischen Volkes im Staat festgeschrieben. Damit waren Großrussen, Weißrussen und Kleinrussen (Ukrainer) gemeint. Bezüglich der Andersstämmigen war die strenge Einhaltung der gesetzlichen Prinzipien vorgeschrieben, die es ihnen ermöglichte, ihre Zugehörigkeit zum russischen Reich als Ehre und Wohl anzusehen und sich durch ihre Abhängigkeit nicht bedruckt zu fühlen.
Als Aktivitäten des Bundes wurden die Teilnahme an der Arbeit der Staatlichen Duma, die politische, religiöse und patriotische Aufklärung des Volkes durch die Eröffnung von Kirchen, Schulen, Krankenhäusern und anderen Einrichtungen sowie Versammlungen und Veröffentlichungen von Literatur formuliert. Als organisatorischer Beistand wurde die Gründung der „All-Russischen Bank des Bundes des russischen Volkes“ («Всероссийсий банк Союза русского народа») mit regionalen Niederlassungen vorgeschrieben.
Zur Publikation dienten das „Russische Banner“ und regionale Zeitungen, u. a. „Kosma Minin“ („Козьма Минин“), „Die weissrussische Stimme“ („Белорусский голос“), „Das russische Volk“ („Русский народ“).

### Die „Judenfrage“
Der Bund widmete der Judenfrage große Aufmerksamkeit. Im „Programm des Bundes des russischen Volkes“ («Программа Союза Русского Народа») wurde sie in einem separaten Kapitel behandelt. Die Tätigkeit des Bundes sollte dem Schutz des staatstragenden Volkes dienen – einschließlich des Schutzes der russischen Völker und Bauern vor der vom Bund behaupteten Bedrückung seitens jüdischer Kapitalisten und der wirtschaftlichen Konkurrenz seitens der Juden. Die Besorgnis der „Verbündeten“ galt der steigenden Aktivität jüdischer Organisationen sowie dem wachsenden Einfluss von Angehörigen der jüdischen Glaubenslehre in Politik und revolutionären Bewegungen.

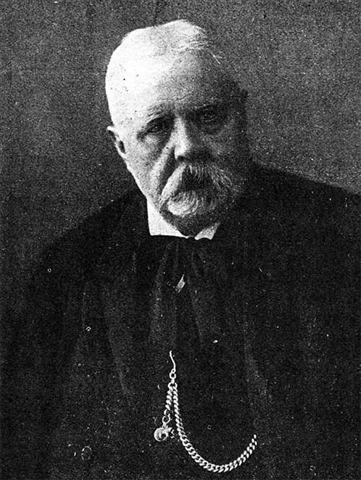
Alexej Schmakow

Unter den Bundesmitgliedern existierten unterschiedliche Ansichten über die Judenfrage: Manche befürworteten die komplette Entrechtung der Juden in Russland und nahmen deutlich antisemitische Positionen ein, darunter einige prominente Aktivisten, z. B. wie Georgi Butmi und Alexej Schmakow (Алексей Семёнович Шмаков). Die Verlage unter der Kontrolle des Bundes veröffentlichten Hetzschriften wie die „Protokolle der Weisen von Zion“. Einige unterstützten hingegen die Bemühungen des Zionismus, einen jüdischen Staat in Palästina zu gründen. Im Allgemeinen war der Bund gegen die Abmilderung der antijüdischen Gesetze und für eine strengere Einhaltung der Gesetze, die die Zivil- und Eigentumsrechte der Juden und auch ihre Teilnahme an der Politik einschränkten, wohingegen die Zivilgleichheit aller anderen nationalen Minderheiten des russischen Reiches befürwortet wurde.
Da der Bund des russischen Volkes bald die größte Einrichtung innerhalb der „Schwarzen Hundert“ bildete, wurden ihm bald fast alle Missstände, in welche Monarchisten tatsächlich oder vermeintlich involviert waren, zugeschrieben. Aufgrund der Judenfeindlichkeit einiger Bundesmitglieder beschuldigte die liberale Presse den Bund der Organisation antijüdischer Pogrome. Diese Sicht wurde von der sowjetischen Ideologie, die alle Monarchisten als Klassenfeind ansah, übernommen und wird heute noch von einigen Forschern propagiert. Dennoch gibt es keine Belege oder Beweise einer zielgerichteten Pogrom-Tätigkeit seitens des Bundes. Die meisten Pogrome fanden noch vor der Gründung des Bundes statt, was auch in späteren Forschungsarbeiten mehrmals bestätigt wurde.
Die Pogrome wurden vom Gründer des Bundes A. Dubrowin, von Johannes von Kronstadt und anderen angesehenen Monarchisten verurteilt. Die Verlautbarungen über die Unzumutbarkeit von Pogromen wurden in den offiziellen Publikationen des Bundes veröffentlicht. Der Vorsitzende des Hauptrates Dubrowin sprach z. B. wie folgt:
Die Pogrome sind uns schon allein wegen ihrer Sinnlosigkeit zuwider, ganz zu schweigen von ihrer wilden, ziellosen Brutalität und Zügellosigkeit niedrigen Laster. Diese Pogrome treffen im Endeffekt ja oft die Pogromisten selbst, also Russen bzw. Christen, sowie arme, zerlumpte, hungrige und elende Juden. Das reiche und allmächtige Judentum bleibt dagegen fast immer ungeschoren. Der Bund des russischen Volkes hat sich stets bemüht und wird sich weiter bemühen, Pogrome zu verhindern.

## Die Organisationsstruktur
Der Bund des russischen Volkes wird oft als politische Partei bezeichnet und in eine Reihe mit solchen zeitgenössischen Einrichtungen wie dem „Bund des 17. Oktober“, den „Konstitutionellen Demokraten“, den Sozialrevolutionären und anderen gestellt. Die „Verbündeten“ selbst waren aber anderer Meinung:

„Der Bund des russischen Volkes ist keine Partei und verfolgt keine parteiischen Ziele oder Absichten, sondern er ist das große russische Volk selbst, das unter dem Eindruck der bitterlichen Befreiungsereignissen der letzten drei Jahre zu sich kommt und allmählich seine geistlichen Kräfte sammelt, um seine Würde vor allem möglichen Unheil zu verteidigen und sich von dem Ansturm aller Parteien, alles Parteilichen und Aufgeblähten, was dem Volke fremd ist, zu befreien bzw. diesen hinwegzufegen.“

Die Mitgliedschaft wurde laut Satzung russischen Menschen beiderlei Geschlechts gewährt, die sich zur Orthodoxie bekannten (darunter auch Eingläubige und Altgläubige). Andersstämmige konnten nur mit einstimmiger Entscheidung eines Ausschusses aufgenommen werden. Juden wurden in den Bund nicht aufgenommen, selbst wenn sie zum Christentum übergetreten waren.
Die soziale Struktur der Parteien und Einrichtungen, die im 20. Jahrhundert die „Schwarzen Hundert“ bildeten, kann anhand mehrerer veröffentlichter Forschungsarbeiten und Dokumente beurteilt werden. Die Mehrheit der Mitglieder des Bundes des russischen Volkes bestand aus Bauern, insbesondere in den Regionen, wo auf Russen besonders Druck ausgeübt wurde. So waren in der Sud-Westlichen Region Fälle registriert worden, in denen sich ganze Dörfer als Bundes-Mitglieder einschreiben ließen. Im Bund gab es auch viele Arbeiter, von denen viele eigentlich eher noch Bauer waren, ihren eigenen Haushalt im Dorf führten und nur ab und zu in die Stadt gingen, um sich dort zu verdingen. In den Personalausweisen und anderen Dokumenten galten solche Menschen als Bauern. Bei den Stadtbewohnern waren die Mitglieder meist Handwerker, kleine Angestellte, Ladenbesitzer und Heimgewerbetreibende, seltener Kaufleute der oberen Gilden. Die leitenden Positionen des Bundes wurden meist von Adligen bekleidet. Die Propaganda wurde meist von Geistlichen besorgt (sowohl Weltpriester als auch Mönche). Viele von ihnen wurden später heiliggesprochen, darunter Johannes von Kronstadt, Patriarch Tichon und andere. Zu den Bundesmitgliedern zählten auch mehrere Intellektuelle – Professoren, Künstler, Poeten, Publizisten, Mediziner und Musiker. Im Großen und Ganzen zählte der Bund des russischen Volker (vor der Spaltung) mehr Mitglieder als jede andere Organisation oder Partei des Russischen Reiches. Ende 1907 betrug sie mindestens 2 Mio. Menschen.
Der jährliche Mitgliedsbeitrag betrug 50 Kopeken (entsprechen heute etwa sieben Euro). Mittellose Menschen konnten davon befreit werden. Männliche Bundesmitglieder, die sich durch besonders fruchtbringende Tätigkeit auszeichneten oder auch über 1.000 Rubel (ca. 14.000 Euro) spendeten, wurden in die Gruppe der Mitgründer aufgenommen. Der Hauptrat des Bundes bestand aus zwölf Mitgliedern, geleitet vom Vorsitzenden und zwei Stellvertretern. Die Ratsmitglieder und 18 Kandidaten zur Ratsmitgliedschaft wurden alle drei Jahre gewählt Zur Kontrolle über die Tätigkeit des Bundes fanden regelmäßige Kongresse und Versammlungen statt, worüber im „Russischen Banner“ berichtet wurde.

## Bewertung der Tätigkeit des Bundes und Kritik
Seit der Gründung des Bundes bis heute existieren diametral entgegengesetzte Ansichten über diese Einrichtung. Revolutionär eingestellte Einwohner des Russischen Reiches und Liberale sahen den Bund als reaktionäre, zu Pogromen anstiftende und antisemitische Einrichtung, die von der Regierung initiiert worden war. Diese Sichtweise wurde sowohl von der sowjetischen Historiographie als auch von vielen westlichen Historikern, denen der Zugang zu den russischen Archiven verwehrt war, übernommen.
Monarchisten, orthodoxe Patrioten und einfache, traditionell eingestellte Bürger sahen den Bund des russischen Volkes dagegen als Grundfeste der autokratischen Idee, als Äußerung der Volkstreue gegenüber dem Zaren und als Manifestation des Prinzips der orthodoxen Katholizität als Gesamtheit der Kirche und Einigung all ihrer Glieder unter Christus als ihrem Oberhaupt.

## Erneuerung
Um 2005 gab es eine Neugründung des Bundes als nationalpatriotischer Vereinigung, die in 17 Städten Büros hat.
Das SOVA Center ordnet Leonid Chabarow als den örtlichen Anführer in Woronesch ein.

## Bekannte Mitglieder der Einrichtung

### Heiliggesprochene
- Heiliger Gerechter Johannes von Kronstadt
- Hieromärtyrer Bischof Hermogenes (Georgi Dolganjow)

### Andere bekannte Mitglieder
- Patriarch Alexius I. von Moskau und ganz Russland
- Wiktor Wasnezow, Künstler
- Michael Nesterow, Künstler
- Pawel Korin, Künstler
- Dmitrij Mendelejew, Wissenschaftler
- Konstantin Mereschkowskij, Wissenschaftler und Dichter
- Lew Tichomirow, Philosoph, sozialer Aktivist, Publizist, ehemaliger Revolutionär des terroristischen Flügels der Narodniki
- Wassilij Rosanow, religiöser Philosoph und Publizist
- Sergej Nilus, Schriftsteller und Publizist
- Pawel Kruschewan, Journalist
- Michail Kusmin, Dichter